# Orthothelphusa
Genre
Orthothelphusa est un genre de crabes d'eau douce de la famille des Pseudothelphusidae.

## Systématique
Le genre Orthothelphusa a été créé en 1980 par Gilberto Rodríguez (d) avec pour espèce type, Orthothelphusa holthuisi.

## Liste d'espèces
Selon World Register of Marine Species (10 avril 2021) :
- Orthothelphusa holthuisi (Rodríguez, 1967) - espèce type
- Orthothelphusa roberti (Bott, 1967)
- Orthothelphusa venezuelensis (Rathbun, 1905)

## Publication originale
- Gilberto Rodríguez, « Description préliminaire de quelques espèces et genres nouveaux de Crabes d'eau douce de l'Amérique tropicale (Crustacea, Decapoda, Pseudothelphusidae) », Bulletin du Muséum national d'histoire naturelle. Section A, Zoologie, biologie et écologie animales, Paris, Muséum national d'histoire naturelle, vol. 2, no 3,‎ 1980, p. 889-894 (ISSN 0181-0626 et 3038-9895, OCLC 436447503, BNF 34354410, lire en ligne).